# El Cuervo (Teruel)
El Cuervo ist ein Ort und eine Gemeinde (municipio) mit 95 Einwohnern (Stand: 2024) im Zentrum der Provinz Teruel in der Autonomen Region Aragonien im östlichen Zentralspanien. 

## Lage und Klima
Der Ort El Cuervo liegt im Süden des Iberischen Gebirges etwa 26 km (Fahrtstrecke) südsüdwestlich der Stadt Teruel in einer Höhe von ca. 905 m. Das Klima ist gemäßigt bis warm; Regen (ca. 454 mm/Jahr) fällt übers Jahr verteilt.

## Bevölkerungsentwicklung
| Jahr      | 1970 | 1981 | 1991 | 2001 | 2011 | 2021 |
| Einwohner | 248  | 184  | 151  | 115  | 91   | 75   |

Die Mechanisierung der Landwirtschaft sowie die Aufgabe bäuerlicher Kleinbetriebe und der daraus resultierende Verlust an Arbeitsplätzen haben in der zweiten Hälfte des 20. Jahrhunderts zu einem deutlichen Bevölkerungsrückgang (Landflucht) geführt.

## Sehenswürdigkeiten

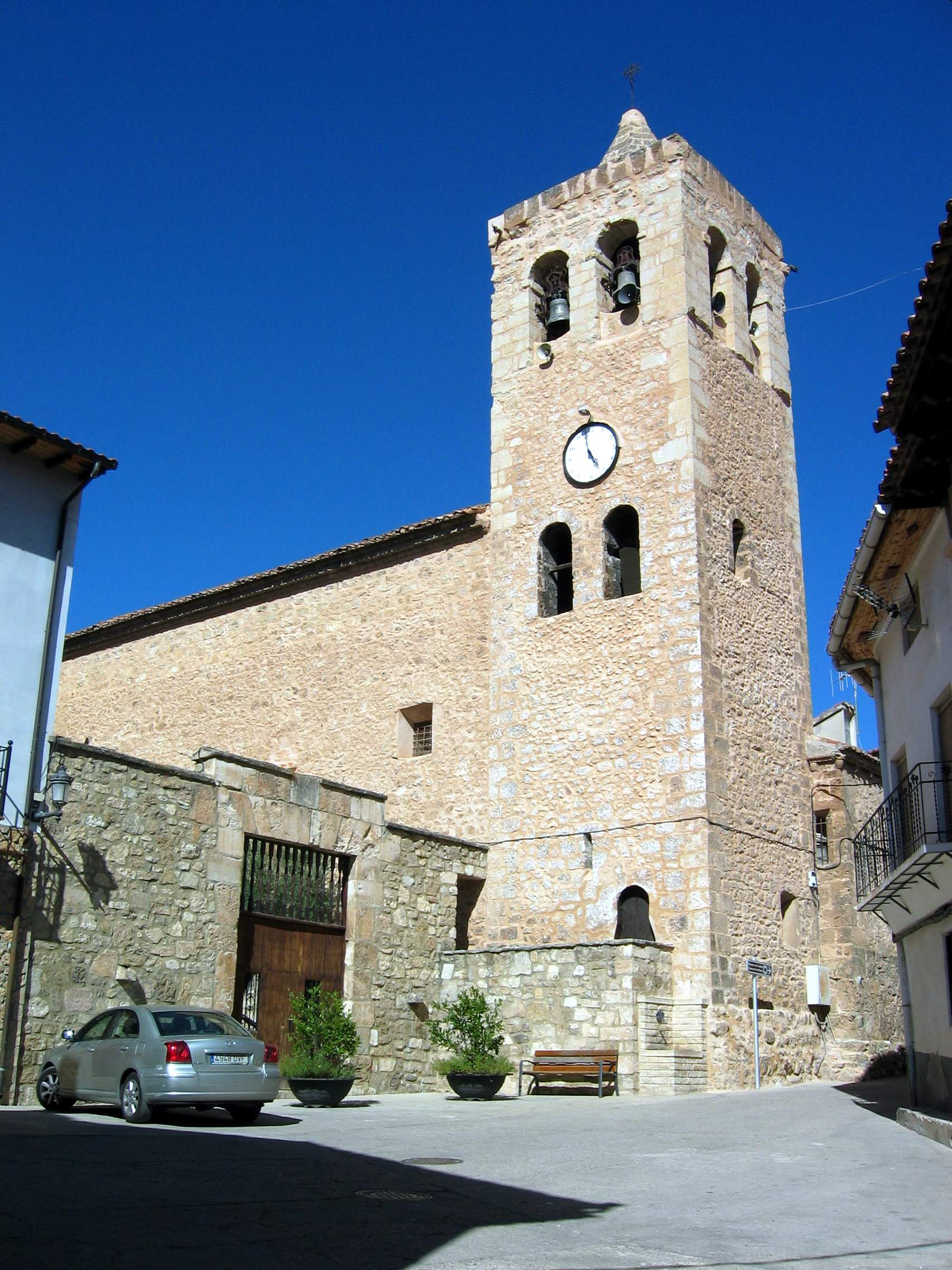
Kirche Mariä Himmelfahrt
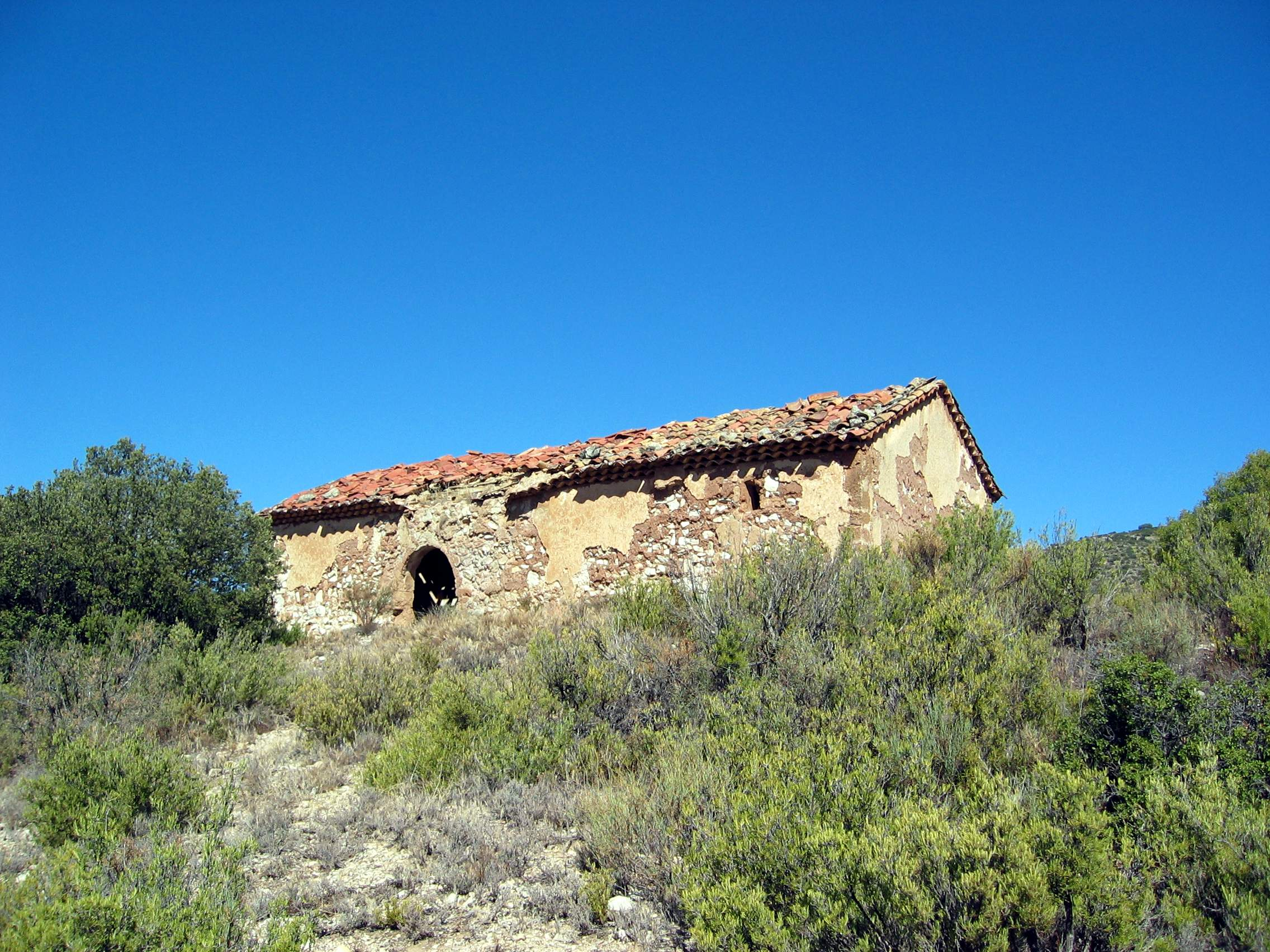
Peterskapelle
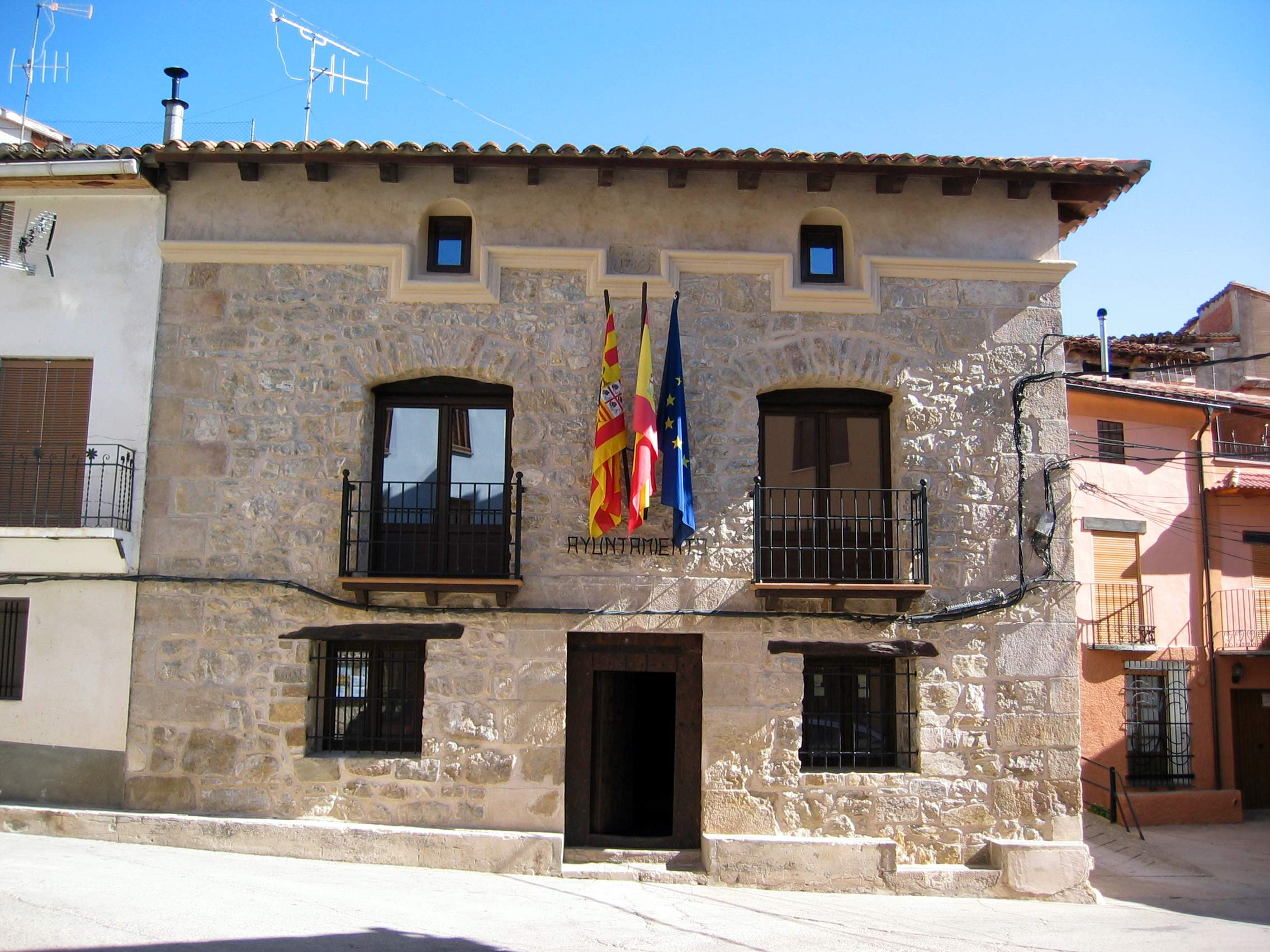
Rathaus

- Kirche Mariä Himmelfahrt
- Peterskapelle
- Rathaus